# Рейдовак
Рейдовак (рейдовачка, чеш. rejdovák, rejdovačka; «рядовая» от чеш. redova, дословно — «в виде ряда») — чешский народный танец с живым весёлым темпом в три такта, как в Польке, только более медленным.
Танец состоит из двух частей. Первая часть «Рейдовак» имеет трёхдольный музыкальный размер и танцуется в темпе вальса. Вторая часть «Рейдовачка» меняет музыкальный размер на двухдольной и исполняется в темпе Польки. Танец возник в сельских районах Богемии в начале XIX века и распространился в Чехии и в южных районах Германии. Исполняется в паре, в оживлённом характере, с продвижением по кругу.
На основе народного танца Рейдовак во второй половине XIX века возник общественный бальный танец Редова, имеющий музыкальный размер 3/4 и умеренный темп (45-44 тактов в минуту). Один из вариантов Редовы исполняется на 2/4, как Полька. Исполняется в паре в стиле вальса, с продвижением по кругу. Музыка Редовы имеет некоторые черты Мазурки. Кулон в 1846 году представил танец в Лондоне, примерно в этом же году Редова появляется в парижских салонах. В середине XIX века он стал модным в парижских танцевальных салонах и затем распространился по Европе. Редова использована Римским-Корсаковым в опере-балете «Млада».